# Селятицкий, Георгий Александрович
Георгий Александрович Селятицкий — советский хозяйственный, государственный и политический деятель, Герой Социалистического Труда.

## Биография
Родился в 1918 году в Кобеляках. Член КПСС.
Окончил Московский геологоразведочный институт. С 1941 года — на хозяйственной, общественной и политической работе. В 1941—1987 гг. — участковый геолог, главный инженер, главный геолог в Прокопьевском и Киселёвском районах Новосибирской области, в командировках в Китайской Народной Республике, заместитель начальника Главного управления угольной разведки Министерства угольной промышленности СССР, управляющий трестом «Кузбассуглегеология», начальник Западно-Сибирского геологического управления, генеральный директор Западно-Сибирского производственного геологического объединения «Запсибгеология». В 1947 выбрал место для Краснобродского разреза.
Указом Президиума Верховного Совета СССР от 12 мая 1977 года присвоено звание Героя Социалистического Труда с вручением ордена Ленина и золотой медали «Серп и Молот».
За разведку и подготовку к широкому промышленному освоению топливной сырьевой базы КАТЭК в составе коллектива был удостоен Государственной премии СССР в области техники 1981 года.
Умер в Новокузнецке в 1987 году.

## Публикации
При его поддержке, как члена редколлегии и соредактора, были опубликованы капитальные сводки «Месторождения угля и горючих сланцев» («Геология месторождений угля и горючих сланцев СССР», 1969, том 7), «Геология СССР» (том XIV, 1982).